# Борла
Борла — река в России, левый приток Усы. Протекает в Ульяновской области около границы с Самарской областью. Устье реки находится в 61 км по левому берегу реки Уса. Длина реки составляет 20 км. 

## Данные водного реестра
По данным государственного водного реестра России относится к Нижневолжскому бассейновому округу, водохозяйственный участок реки — Куйбышевское водохранилище, речной подбассейн отсутствует. Речной бассейн реки — Волга от верхнего Куйбышевского водохранилища до впадения в Каспий.